# Time After Time (Lied)
Time After Time ist ein Lied von Cyndi Lauper, das erstmals auf ihrem im Oktober 1983 erschienenen Album She’s So Unusual veröffentlicht wurde. Als Single wurde der Titel im Januar 1984 ausgekoppelt.

## Geschichte
2006 erzählte Lauper in einem Interview mit Sound Off with Matt Pinfield in HDNet, wie das Lied entstand. Lauper und Rob Hyman von der Band The Hooters komponierten das Lied gemeinsam im Tonstudio. Bei der Studioaufnahme des Stücks übernahm Hyman die Zweitstimme im Refrain. 
Auf der B-Seite der Single-Auskopplung aus dem Album befindet sich das Stück I’ll Kiss You. Die von Rick Chertoff produzierte Ballade wurde für die Grammy Awards 1985 nominiert.
In den USA erreichte Time After Time für zwei Wochen – vom 9. bis zum 16. Juni 1984 – Platz eins der Hitparade Billboard Hot 100. Auch in Kanada kam das Lied an die Spitze der Charts, und in Deutschland stand das Lied für vier Wochen auf Platz sechs.

## Musikvideo
Das Musikvideo handelt von einer Frau, die ihren Liebhaber verlässt. Am Anfang des Videos sieht man Lauper den Kinofilm Der Garten Allahs anschauen, darauf setzt die Musik ein, worauf man Lauper ein Bahnhofsgebäude verlassen sieht. Im Video-Clip erschienen Cyndi Laupers leibliche Mutter, ihr Bruder, ihr Partner David Wolf sowie Lou Albano, der auch im Video zu Girls Just Want to Have Fun mitspielte. Die Regie zum Video führte Edd Griles. Teile des Videos wurden in Tom’s Restaurant, einem Lokal an der Kreuzung zwischen der Central Avenue und der Main Street in Wharton, New Jersey, sowie im Bahnhof von Morristown gedreht.

## Coverversionen
Es gibt viele Coverversionen des Liedes. 
- Miles Davis nahm den Song 1985 für das Album Youʼre Under Arrest auf.
- Albert Mangelsdorff spielte den Song 1988 auf der Posaune, auf dem Album Listen and lay back.[3]
- U 96 veröffentlichten 1996 eine Coverversion namens Heaven auf dem gleichnamigen Album.
- Blaque (Blaque Ivory) veröffentlichte eine Coverversion auf ihrem gleichnamigen Debütalbum im Jahr 1999.
- Eine Akustikversion des Songs findet sich auf dem Livealbum Live from Australia aus dem Jahr 1999 von Matchbox Twenty[4]
- Willie Nelson coverte den Song 2002 auf dem Album The Great Divide.
- Novaspace coverten das Lied 2002 und erreichten mit ihrer Version Platz sechs der deutschen Singlecharts.
- P!nk sang den Titel seit dem Australien-Teil der The Truth About Love Tour.
- The Hooters übernahmen den von ihrem Keyboarder Rob Hyman mitverfassten Song in ihr Live-Repertoire.
- Rebekka Bakken singt den Song in ihrem Album von 2018 Things You Leave Behind.
- Mr. Irish Bastard coverten das Lied 2018 auf dem Album The Desire for Revenge.
- Glammer Twins veröffentlichten 2019 ein Cover.[5]
- LaFee veröffentlichte 2021 eine Coverversion namens Zeit heilt die Zeit auf ihrem Album Zurück in die Zukunft.

## Kommerzieller Erfolg

### Chartplatzierungen
| ChartsChartplatzierungen       | Höchstplatzierung | Wochen |
| ------------------------------ | ----------------- | ------ |
| Deutschland (GfK)              | 6 (21 Wo.)        | 21     |
| Österreich (Ö3)                | 5 (6 Wo.)         | 6      |
| Schweiz (IFPI)                 | 7 (15 Wo.)        | 15     |
| Vereinigte Staaten (Billboard) | 1 (20 Wo.)        | 20     |
| Vereinigtes Königreich (OCC)   | 3 (18 Wo.)        | 18     |

| ChartsJahrescharts (1984) | Platzierung |
| ------------------------- | ----------- |
| Deutschland (GfK)         | 36          |
| Schweiz (IFPI)            | 20          |

### Auszeichnungen für Musikverkäufe
| Land/Region                  | Auszeichnungen für Musikverkäufe (Land/Region, Auszeichnung, Verkäufe) | Verkäufe  |
| ---------------------------- | ---------------------------------------------------------------------- | --------- |
| Dänemark (IFPI)              | Platin                                                                 | 90.000    |
| Deutschland (BVMI)           | Gold                                                                   | 300.000   |
| Italien (FIMI)               | Platin                                                                 | 100.000   |
| Japan (RIAJ)                 | Gold                                                                   | 100.000   |
| Kanada (MC)                  | Platin                                                                 | 100.000   |
| Neuseeland (RMNZ)            | 4× Platin                                                              | 120.000   |
| Portugal (AFP)               | Gold                                                                   | 5.000     |
| Spanien (Promusicae)         | Platin                                                                 | 60.000    |
| Vereinigte Staaten (RIAA)    | Gold (Physisch) · + 5× Platin (Digital)                                | 5.500.000 |
| Vereinigtes Königreich (BPI) | 2× Platin                                                              | 1.200.000 |
| Insgesamt                    | 4× Gold · 15× Platin ·                                                 | 7.575.000 |